# Hannes Uksila
Johan Abram Enok "Hannes" Uksila, född 17 juli 1888 i Uleåborg, död 3 maj 1936 i Helsingfors, var en finsk journalist, aktiv inom arbetarrörelsen och medlem i Socialdemokraterna (SDP). Han var också aktiv inom jägarrörelsen. 

## Biografi
Uksila föddes i en snickarfamilj i Uleåborg. Han arbetade som typograf och redaktör på den lokala arbetartidningen Kansan Tahto före inbördeskriget. Uksila var också aktiv inom jägarrörelsen, liksom Yrjö Mäkelin, en annan journalist på samma tidning. Vid SDP:s partikongress 1916 uppmanade Uksila partiet att hålla tät kontakt med jägarrörelsen så att den inte skulle bli en väpnad motståndare till arbetarrörelsen. Uksila var medlem av Uleåborgs arbetarråd som inrättades våren 1917.
Under inbördeskriget 1918 var Uksila rödgardist. Han var den sista befälhavaren för Satakundafronten som ersättare för Kustaa Salminen när denne isolerades i Tammerfors. I ett brev som skickades till Kullervo Manner och Eero Haapalainen begärde Uksila en förklaring till massmordet i Koliahti samt krävde att förövarna arresterades och bestraffades. Han uttryckte också sin oro över rödgardisternas ökande terror och plundring. Vid krigsslutet befallde Uksila att dra tillbaka de röda gardesstyrkorna i Lahtis och blev där fångad av de vita. Uksila dömdes till döden, men straffet omvandlades till livstids fängelse.
Efter frigivningen arbetade Uksila länge i redaktionen för konsumenttidningen Vi och under de senare åren även som redigerare för densamma.